# 恋人 (1951年の映画)
『恋人』（こいびと）は、劇作家梅田晴夫が書いたラジオドラマ『結婚の前夜』を原作として、1951年に新東宝で製作された日本映画である。モノクローム作品で、監督は市川崑。本作以降、『和田夏十』は市川の妻である茂木由美子の個人名義となる。

## あらすじ
小田切京子は25歳の独身女性。幼馴染の遠藤誠一という友人がいる。誠一はカメラマンで、小田切家とは家族ぐるみの付き合いがある。小田切家は、外交官の父恵介と母節子、そして京子の3人家族である。父は仕事でイギリスで暮していたことがあり、イギリス風の生活習慣に馴れ親しんでおり、パイプを愛用している。反対に、節子は着物が似合う女性である。
京子は銀行員と婚約中だったが、いよいよ明日、式を挙げることとなり、小田切家はその準備に忙しい。しかし、京子はそんな周囲の雰囲気をよそに、独身時代最後の自由を楽しむため、誠一を誘って銀座に繰り出すことにする。喫茶店や映画館、スケート、ダンスホールと2人は楽しむが、京子は、誠一との楽しい時間を過ごすうちに、結婚に迷いを感じるようになる。
誠一も京子を心から愛していたが、自分の気持ちをどうしても言い出せないまま、最後の夜は更けていく。京子もそんな誠一の気持ちを知り、帰りたがらない。結局、2人は終電にも乗り遅れてしまい。歩いて帰宅することとなる。翌日、周囲の心配をよそに、結婚式は無事に終了する。誠一は結婚式の翌日に小田切家を訪問する。恵介と節子は快く誠一を迎え、ご馳走を振舞う。恵介と節子は誠一と京子が相思相愛の仲であったことに気付き、愛し合っていても結ばれない男女交際を嘆きつつ、誠一の多幸を願い、この物語は結ばれる。

## スタッフ
- 製作 : 青柳信雄
- 監督 : 市川崑
- 原作 : 梅田晴夫のラジオドラマ『結婚の前夜』
- 脚本 : 和田夏十、市川崑
- 編集 : 長田信
- 撮影 : 横山實
- 照明 : 藤林甲
- 録音 : 根岸壽夫
- 美術 : 藤田博
- 助監督 : 勝俣眞喜治
- 製作主任 : 青山碩
- タイトル画 : 池部鈞
- 音楽 : 服部正
- 主題歌 : 『恋人』
  - 作詞 : 佐伯孝夫、作曲 : 服部正、歌 : 灰田勝彦（ビクターレコード）・久慈あさみ
- 特殊技術 : 新東宝特殊技術
- 記録 : 河辺キヨ
- 製作主任 : 青山碩
- スチール : 泰大三

## キャスト
- 池部良（遠藤誠一）
- 久慈あさみ（小田切京子）
- 千田是也（小田切恵介）
- 村瀬幸子（小田切節子）
- 北林谷栄（佐伯さん＜仲人＞）
- 森繁久彌（ダンスホールのマネージャー役、実名で出演。）
- 斎田愛子（ダンスホールの歌手役、実名で出演。）
- 伊藤雄之助（洗濯屋）
- 小高まさる(バスの中の男)
- 柳谷實（運ちゃん）
- 鈴木俊子(京子の友人)
- 武村新（てんぷら屋の主人）
- 横尾泥海男（誠一の先輩）
- 若月輝夫（自動車の客）

## 補足事項
- 原作は梅田晴夫のラジオドラマ『結婚の前夜』である。この作品は1949年6月23日に、NHKラジオ小劇場で1話完結で放送されたもので、原作は京子と誠一のダンスホールでのやりとりが中心になっている。映画化にあたっては、新東宝から「10日ほどで何か撮ってくれ」との要請で企画されたもので[1]、さまざまな挿話が付け加えられたが、ほぼ原作に忠実な内容と言える。脚本は市川夫妻が手がけているが、具体的には、和田が話の流れを提示し、市川が10日間で撮影できるように場面を割り振りする作業を行い、脚本は2日間で書き上げられた。当時の新東宝には予算がなく、撮影はロケーションが中心で、終電間際の新宿駅の地下道などで行われている[2]。ダンスホールの場面では、原作ではシャンソンが歌われたが、映画版ではイギリス民謡のHome, Sweet Home（日本語名：埴生の宿）が英語で歌われた。
- 映画のタイトルバックの絵画を手がけた池部鈞は、池部良の父である。
- 劇中、主人公が銀座の映画館で観る映画は『哀愁』である。
- 千田是也演じるヒロインの父親は、脚本化に当たって白洲次郎をイメージとして描かれている[3]。
- 市川崑は、後にテレビ演出を初めて行う際、本作品選んでいる[3]。

## DVD
- 『新東宝名画傑作選 恋人』（バップ） 規格番号：VPBT－15265